# Lac de Markkleeberg

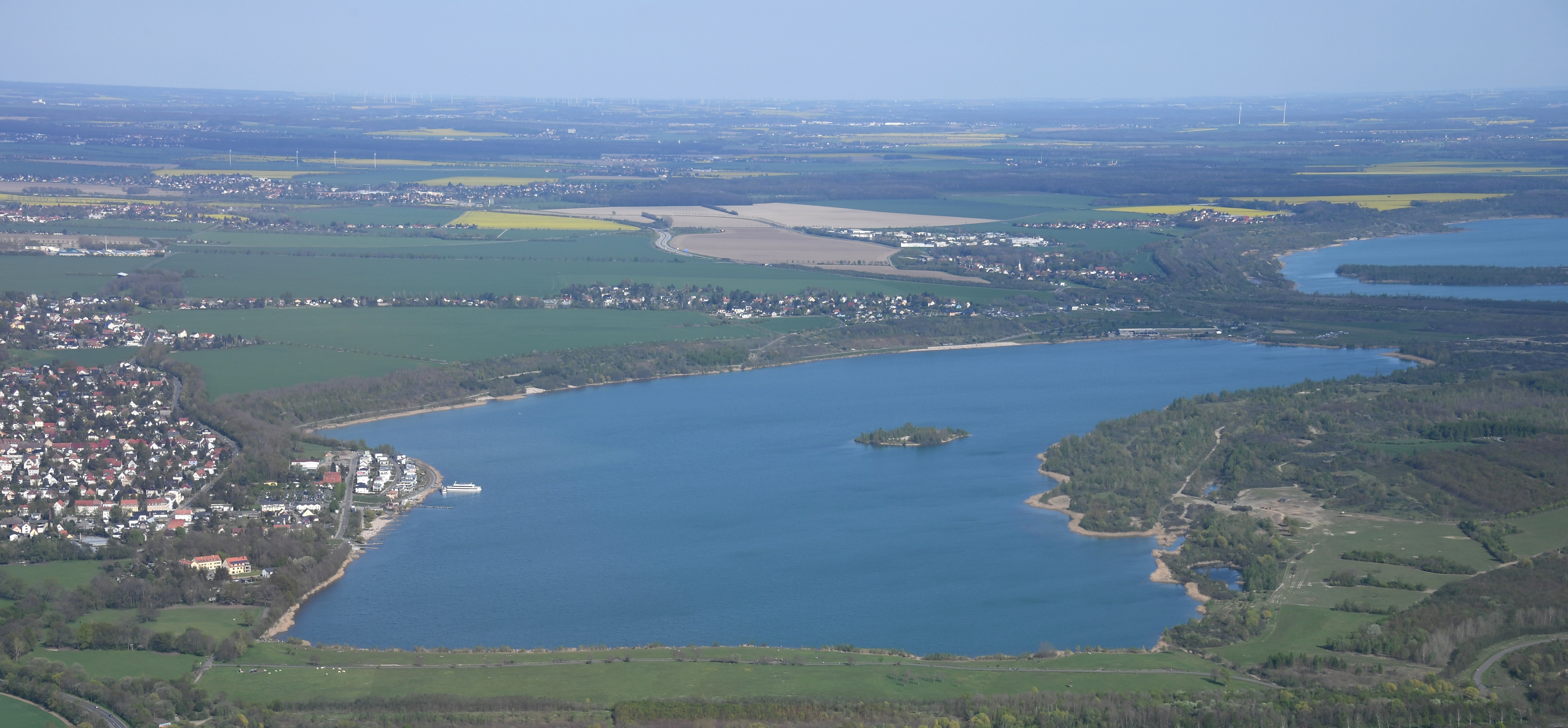
Image aérienne du lac de Markkleeberg vu du nord, le lac de Störmthal en arrière-plan.

Le lac de Markkleeberg (en allemand: Markkleeberger See) est un lac artificiel dans la ville de Markkleeberg au sud de Leipzig en Allemagne. Comme bien d'autres étendues d'eau de la région, c'est une ancienne mine à ciel ouvert de lignite, la mine d'Espenhain, qui appartenait au bassin minier du Sud-Lipsien avant d'être mis en eau entre juillet 1999 et juin 2006.
Au sud se trouve un autre lac artificiel, nommé Lac de Störmthal (Störmthaler See). Les deux lacs sont séparés uniquement par l'autoroute fédérale 38.
Depuis 2006, il y a un zone touristique. Une élégante promenade pavée de 800 m de long longe la rive nord-est du lac de Markkleeberg. Depuis septembre 2012, des excursions en bateau avec deux navires à passagers y sont proposées. En 2025, le navire MS Markkleeberg proposera des croisières sur le lac de Markkleeberg, tandis que l'autre navire, le MS Wachau, naviguera sur le lac de Störmthal.
Sur la rive sud-est se trouve le seul parcours de slalom artificiel en eau vive alimenté par pompe d'Allemagne, le Kanupark Markkleeberg.

## Canal de Störmthal
Le 18 mai 2013, le canal du Störmthal, long de 800 m et reliant les deux lacs, a été achevé. Une écluse d'une hauteur de 4 m a été créée, les lacs ayant des niveaux d'eau différents. Cependant, le canal est fermé depuis mars 2021 en raison de dommages et de fissures sur les digues. Afin de limiter les risques, des structures transversales ont été rapidement construites au-dessus et en dessous de l'écluse. Une étude de faisabilité pour la réhabilitation de la liaison fluviale du canal de Störmthal avec l'ouvrage compact entre les lacs de Störmthal et de Markkleeberg est en cours. En février 2025, les résultats de l'étude de faisabilité ont été annoncés et seront disponibles au premier semestre 2026.

## Réseau de sentiers
Depuis son achèvement en 2009, il est possible de se promener autour du lac de Markkleeberg à différentes altitudes grâce à un vaste réseau de sentiers : au bord de l'eau, sur l' Unterer Uferweg (sentier riverain) et, plus haut, sur l'Uferrundweg (sentier panoramique en boucle de 9,2 km) et ses nombreux sentiers secondaires aux paysages attrayants. Le point de vue le plus spectaculaire est offert par l'éperon d'Auenhain, haut de 45 m, sur la rive sud-est du lac. La piste cyclable de 160 km, reliant Wittemberg à Markkleeberg et baptisée Kohle-Dampf-Licht-Seen (charbon - vapeur - lumière - lacs), longe le lac.

## Plages de baignade
Des plages de baignade de différents niveaux se trouvent à l'est du lac de Markkleeberg. Une plage familiale jouxte la promenade du lac, des criques verdoyantes se trouvent plus au sud (appelées plage de Wachau), tandis que la plage sportive et la plage pour chiens suivent au sud-est (appelée plage d'Auenhain). La rive ouest du lac, qui comprend une île appelée Gezelauer Insel, est interdite à la baignade, car elle constitue une zone prioritaire pour la nature et le paysage.